# Aschbach (Schlüsselfeld)
Aschbach ist ein Gemeindeteil der Stadt Schlüsselfeld im oberfränkischen Landkreis Bamberg in Bayern. Die Gemarkung Aschbach hat eine Fläche von 8,251 km². Sie ist in 1234 Flurstücke aufgeteilt, die eine durchschnittliche Flurstücksfläche von 6686,53 m² haben. In ihr liegt neben dem namensgebenden Ort der Gemeindeteil Hohn am Berg.

## Geografie
Das Pfarrdorf liegt im Mittleren Steigerwald in einer Talmulde des Kümmelbachs, der unmittelbar südlich als linker Zufluss in die Reiche Ebrach mündet. Der Ort wird im Süden von der Staatsstraße 2260 tangiert, die nach Schlüsselfeld (4 km südöstlich) bzw. nach Wasserberndorf führt (2,7 km westlich). Die Kreisstraße BA 20 zweigt von der St 2260 ab und führt nach Schrappach (5 km nördlich). Gemeindeverbindungsstraßen führen nach Heuchelheim (0,5 km südlich), nach Hohn am Berg (1,2 km westlich) und nach Ziegelsambach (1,3 km östlich). Durch den Ort verläuft der Fränkische Marienweg.

## Wappen
Das Wappen zeigt den Hut eines Landvogts. Die drei Bäume stehen für die Ortschaften Aschbach, Wüstenbuch und Hohn am Berg, die den ehemaligen Markt Aschbach bildeten.
Seit der Eingemeindung in die Stadt Schlüsselfeld im Jahr 1978 wird das Wappen offiziell nicht mehr verwendet.

## Geschichte
Die erste urkundliche Erwähnung Aschbachs datiert ins Jahr 1136, als der Ort durch den Würzburger Bischof Embricho aus der Pfarrei Burghaslach ausgegliedert und zur eigenen Pfarrei erhoben wurde. Die Ausgliederung geschah auf Bitten der Witwe Gudrun des Edelfreien Winezo (möglicherweise aus der späteren Familie Fuchs von Bimbach), die eine Marienkapelle stiftete und eine Pfarre einrichtete. Sie stiftete Güter zu Aschbach, Heuchelheim und Dietersdorf dem Bamberger Kloster Michelsberg.
Mit der Reformation fand das Luthertum Eingang; bis zum Ende des 17. Jahrhunderts war der Ort rein protestantisch. Mit dem Übergang Aschbachs an die katholische Linie der Herren von Pölnitz am 25. November 1611 änderte sich dies. Nur Katholiken und Juden wurden aufgenommen. Die Linie erwarb 1661 auch das Schloss Hundshaupten in der Fränkischen Schweiz. Die Adelsfamilie stiftete 1684 ein Hospiz für Dominikaner, das jetzige Pfarrhaus. 1802 kam Aschbachans Königreich Bayern. 1978 wurde der Markt Aschbach in die Stadt Schlüsselfeld eingemeindet.

## Sehenswürdigkeiten

### Schloss

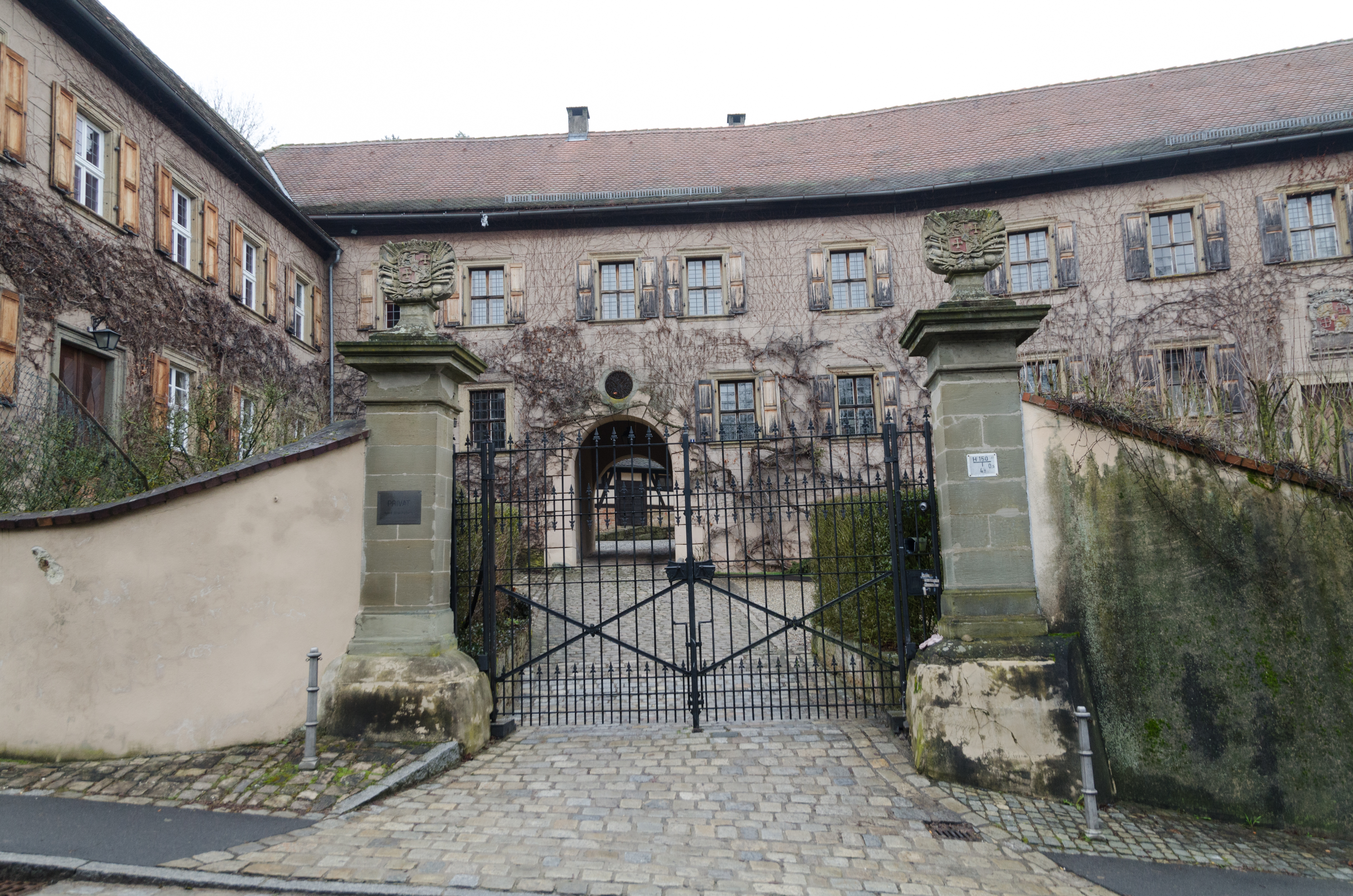
Aschbacher Schloss

Das von Hieronymus Christoph von Pöllnitz erbaute Aschbacher Schloss ist eine schlichte Zweiflügelanlage aus dem Jahr 1672 und wird noch von den Freiherren von Pölnitz bewohnt.

### Evangelische Pfarrkirche St. Laurentius

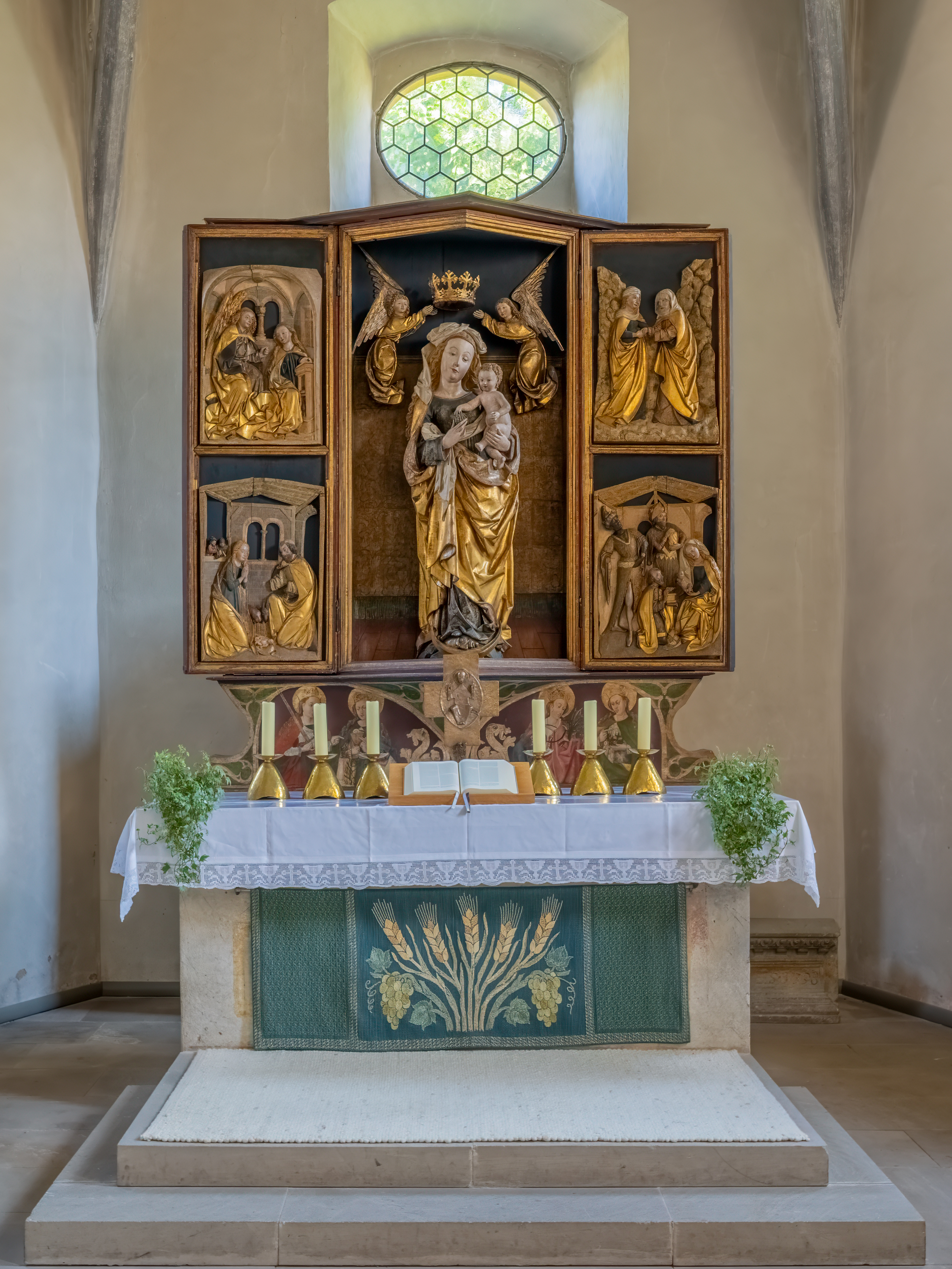
Marienaltar in St. Laurentius aus der Zeit um 1470/75 mit Türkenmadonna

Die Untergeschosse der Pfarrkirche stammen vom Ende des 15. Jahrhunderts. Ab 1736 wurden mit dem Neubau des Langhauses, der Erhöhung des Turmes und dessen Dachabschluss Maßnahmen zur Barockisierung durchgeführt. Die Kirche wurde lange Zeit sowohl von der katholischen als auch von der evangelischen Gemeinde genutzt, wobei es immer wieder zu erbitterten Streitigkeiten kam. Die simultane Nutzung dauerte bis zum Neubau der katholischen Kirche im Jahr 1922 an. Der Taufstein aus der zweiten Hälfte des 16. Jahrhunderts war der evangelischen Nutzung vorbehalten. Ein bemerkenswerter Schnitzaltar aus der Zeit um 1470/75, aus der wohl auch die Sakramentsnische stammt, ist eine dem Marthameister zugeschriebene Nürnberger Arbeit. Bemerkenswert ist darin insbesondere die zentrale Marienfigur auf einem Menschenkopf, der auf einer Mondsichel liegt. Es handelt sich um eine sogenannte Türkenmadonna, welche die damalige Bedrohung durch das Osmanische Reich thematisiert (Siehe auch Alte Dechantei).
Grabdenkmäler: N.N. von Thüngfeld († 1438); Georg von Ebnet († 1590); Anastasia Fuchs von Rügheim († 1597)

### Katholische Pfarrkirche Maria Himmelfahrt
Die katholische Bevölkerung erhielt erst 1921/1922 eine eigene Kirche. Architekt des Baus war Fritz Fuchsenberger. Die reiche barocke Ausstattung, die aus dem nahe gelegenen, Anfang des 19. Jahrhunderts säkularisierten Zisterzienserkloster Ebrach stammt, steht im Gegensatz zu dem eher schlichten Bau. Der Hochaltar aus der Michaelskapelle in Ebrach ist eine Arbeit von Giovanni Battista Brenno um 1700, die Seitenaltäre wurden um 1735 hergestellt. Franz Ferdinand Richter aus Breslau malte das Altarblatt des rechten Seitenaltars. Der Kreuzweg von Sebastian Güthlein aus Bamberg stammt aus dem Jahr 1834. Die Kirche wurde am 10. September 1922 durch Jacobus von Hauck, Erzbischof von Bamberg, geweiht.

## Juden in Aschbach

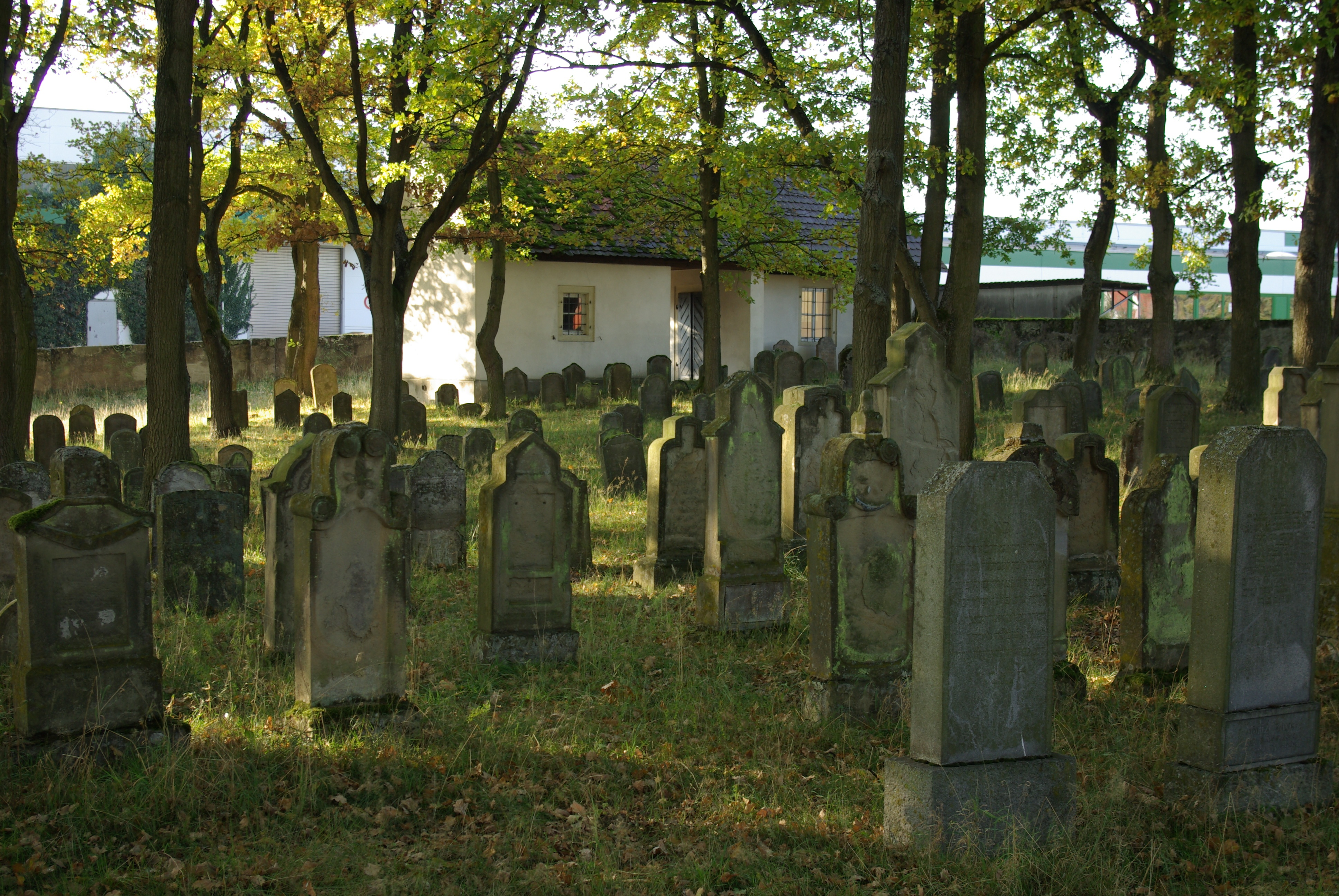
Jüdischer Friedhof in Aschbach, 2011

Die jüdische Bevölkerung von Burghaslach benutzte den jüdischen Friedhof in Aschbach bereits 1725. Die bis 1942 existierende Gemeinde von Aschbach verfügte über eine Synagoge (neu erbaut 1763), Schulräume, eine Lehrerwohnung, ein Ritualbad (Mikwe) und einen Friedhof. Während der Novemberpogrome 1938 wurde die Synagoge geschändet, der Bau an sich blieb erhalten. Erhalten hat sich auch die Nische des Aron ha-Qodesch, die synagogalen Fensterbogen sind gut erkennbar. Der Friedhof befindet sich in einem gepflegten Zustand, mit neueren Grabdenkmalen und einem Gedenkstein für die Opfer des Holocaust.
Ursprünglich gehörten die Aschbacher Juden zum Distriktsrabbinat Burgebrach. Nach dessen Auflösung und Anschluss an Bamberg schlossen sich die Juden in Aschbach der orthodoxen Richtung an und gehörten zum Distriktsrabbinat Burgkunstadt mit dem orthodoxen Rabbiner Goitein. Nach mehreren Versuchen, ein eigenes Rabbinat zu gründen, schloss sich die Gemeinde 1920 dem Bezirksrabbinat Kitzingen an.